# Sloanea leptocarpa
Sloanea leptocarpa är en tvåhjärtbladig växtart som beskrevs av Friedrich Ludwig Diels. Sloanea leptocarpa ingår i släktet Sloanea och familjen Elaeocarpaceae. Inga underarter finns listade i Catalogue of Life.